# Kanton (atol)
Kanton, także Canton lub Abariringa (w przeszłości również Mary Island, Mary Balcout's Island i Swallow Island) – atol na Pacyfiku, w połowie odległości między archipelagami Hawajów i Fidżi, należący do państwa Kiribati. Jest największym atolem w grupie Wysp Feniks. Razem z mniejszym atolem Enderbury w latach 1939–1979 wchodził w skład kondominium amerykańsko-brytyjskiego Canton i Enderbury. Atol otacza lagunę o powierzchni 40 km². Stolica Kiribati Bairiki jest oddalona od wyspy o 1765 km. W roku 2005 Kanton zamieszkiwało 41 osób. Do maja 2010 roku populacja zmalała do 24 osób (14 dorosłych i 10 dzieci). Jedyna wioska nosi nazwę Tebaronga.

## Geografia, flora i fauna

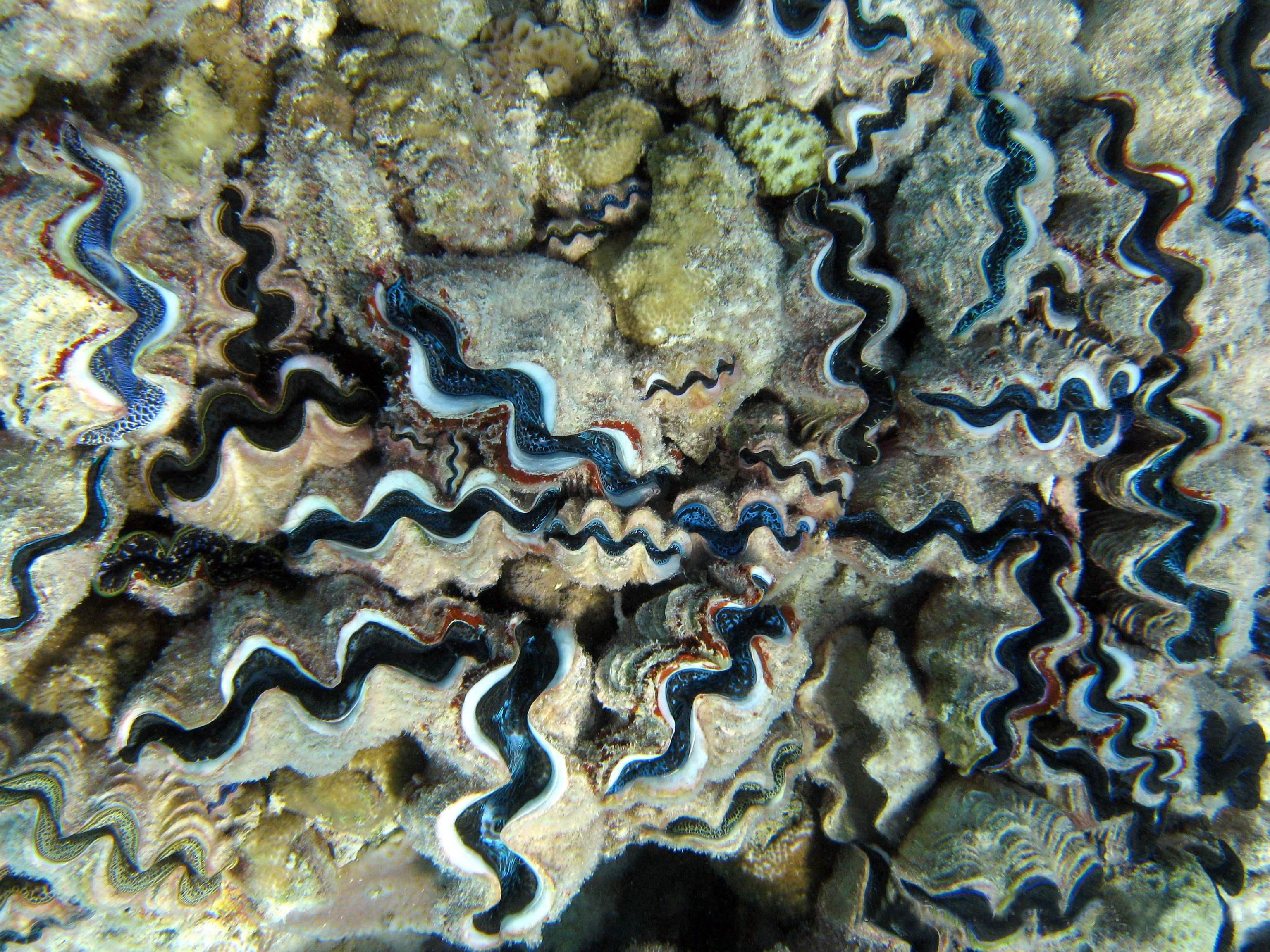
Muszle przydaczni olbrzymiej

Kanton ma kształt nieregularnego równoległoboku. Odległość między najdalszymi brzegami wynosi 14,5 km, zaś pas lądu ma 50–600 m szerokości przy wysokości od 1,5 do 7 m n.p.m. Południowowschodni kraniec wyspy nosi nazwę Pyramid Point. Jedyne wejście na wody laguny znajduje się po zachodniej stronie, a występujące tu prądy morskie osiągają prędkość 6–8 węzłów. Wody laguny zamieszkuje 153 gatunków ryb, jak tuńczyki, rekiny, płaszczki i węgorze.
Kanał łączący lagunę z oceanem ma głębokość 7,6 m, aczkolwiek raport z roku 1988 mówił o co najmniej 9 m; po opuszczeniu kanału głębokość spada do 4,5 m. Najlepsze kotwicowisko znajduje się na zewnątrz atolu, na półce szelfowej, gdzie głębokość nie przekracza 25 m, a piaszczyste koralowe dno dobrze trzyma kotwice. W opinii mieszkańców i kapitanów statków odwiedzających wyspę, dla jednostek zbyt dużych, by mogły wejść do laguny, dobrego kotwicowiska w pobliżu wyspy nie ma.
Większość powierzchni wyspy to piasek koralowy, rzadko porośnięty trawą i karłowatymi krzewami; większe krzewy i drzewa można napotkać jedynie w pobliżu wioski. Według Edwina Bryana, w roku 1941 Kanton porastało dwanaście różnych gatunków roślin, w tym niskie zioła i trawy, krzewy z rodzaju Scaevola w południowej części wyspy, gatunek krzewu Suriana maritima w pobliżu wejścia do laguny, Heliotropium foertherianum, czy takie drzewa jak palmy kokosowe lub Cordia subcordata. Nowozelandzka ekspedycja w 1937 roku doliczyła się na wyspie 23 gatunków ptaków i donosiła o obecności szczurów polinezyjskich, jaszczurek, krabów i żółwi. Znaleziono także dwa gatunki pająków
Na wyspie nie ma źródeł wody pitnej, co stanowi poważny kłopot dla mieszkańców. Deszczówka zbierana jest w cysterny, ale opady są rzadkie; średnia opadów za lata 1938-1953 wynosiła 87,1–359,7 mm, jednak późniejsze badania wykazały, że klimat wyspy staje się z roku na rok wilgotniejszy. Wyspę obiega nieutwardzona droga. Lotnisko wyspy Kanton (kod lotniska ICAO PCIS) znajduje się w północnozachodniej części wyspy, ale obecnie nie jest wykorzystywane. W World Port index Kanton jest oznakowana numerem 56025.

## Historia
Pierwszym Europejczykiem, który zobaczył atol we wrześniu 1595 roku, był członek hiszpańskiej ekspedycji, jaką dowodził Álvaro de Mendaña, Lorenzo Barreto, dowódca jednego z mniejszych okrętów, podczas podróży okrężnej wokół największej z wysp Santa Cruz, Nendo.
Następna potwierdzona wizyta miała miejsce 5 sierpnia 1824 roku. Były to dwa statki wielorybnicze z Londynu: Phoenix kapitana Johna Palmera i Mary kapt. Edwarda Reeda. Wielorybnicy nazwali wówczas atol „Mary Ballcout's Island” na cześć żony armatora. Do dziś obowiązująca nazwa atolu pochodzi od statku wielorybniczego Canton z New Bedford, który rozbił się w tym miejscu 4 marca 1854 roku. Załoga uratowała się w łodziach wielorybniczych i po 49 dniach wiosłowania po otwartym oceanie dotarła do wyspy Tinian w archipelagu Marianów.

### Rywalizacja
W latach pięćdziesiątych XIX wieku Brytyjczycy postanowili włączyć wyspę do swego imperium, ale bez natychmiastowego skutku. Pretensje do wyspy zostały zgłoszone ponownie w roku 1936, gdy Brytyjczycy zaczęli częściej odwiedzać Kanton. Wreszcie, 31 sierpnia 1937 roku, umieścili tam radiostację z dwoma ludźmi obsługi. 25 grudnia 1941 roku otwarto brytyjski urząd pocztowy (zamknięto go w lutym 1968). Amerykanie również uruchomili na wyspie swoją pocztę; była ona czynna od 1940 do 1965 roku, a następnie po 1970.

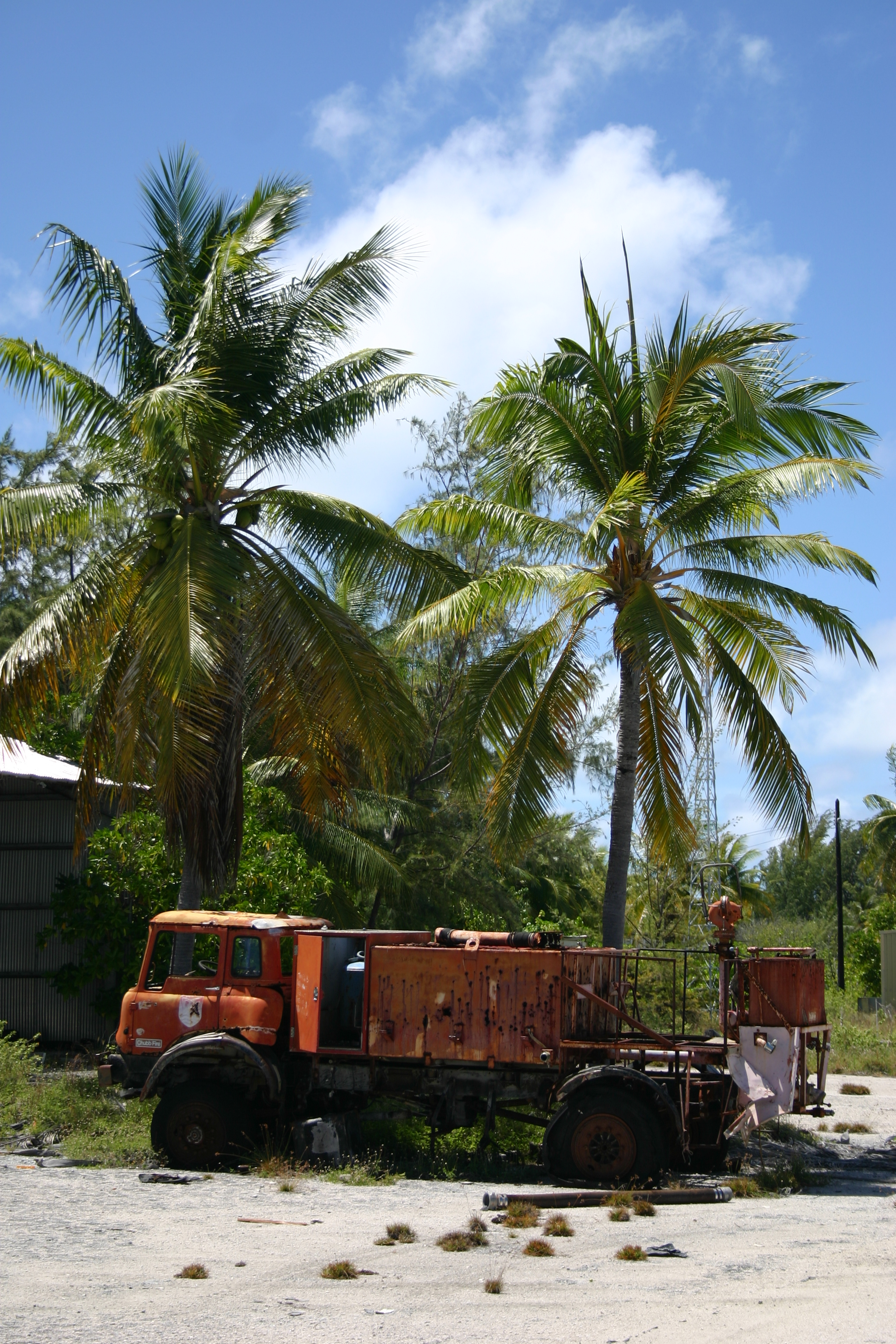
Rdzewiejący wóz straży pożarnej (2008)

8 czerwca 1937 roku Kanton zajęli na krótko naukowcy. Goście z USA, Nowej Zelandii, członkowie ekspedycji zorganizowanej przez National Geographic Society mieli obserwować całkowite zaćmienie Słońca. Amerykanie wykorzystali sytuację i ogłosili przynależność wyspy do swego kraju, przy czym wznieśli niewielki pomnik udekorowany dwoma gwiaździstymi sztandarami. Zgodnie z jednym ze źródeł brytyjski okręt HMS Wellington oddał strzał ostrzegawczy przed dziobem USS Avocet. Amerykański okręt odpowiedział tym samym, po czym obaj dowódcy uzgodnili zawieszenie broni do czasu otrzymania odpowiednich instrukcji władz. Waszyngton i Londyn natychmiast zabroniły podejmowania nieprzyjaznych kroków i obie strony obserwowały zaćmienie Słońca razem, „choć ozięble”.
W odpowiedzi na brytyjską reokupację wyspy w sierpniu 1937 roku, 6 marca 1938 na atolu wylądowało siedmiu Amerykanów. Trzy dni wcześniej, mimo protestu brytyjskiego ambasadora, prezydent Franklin Delano Roosevelt formalnie oddał Kanton pod kontrolę Departamentu Spraw Wewnętrznych. Obie strony wywierały wzajemną presję, aż w końcu, 6 kwietnia 1939 roku, USA i Wielka Brytania zgodziły się wspólnie sprawować kontrolę nad Kantonem przez cztery następne lata. W ten sposób powstało kondominium Canton i Enderbury.

### Oaza lotnicza
18 maja 1939 roku na Kantonie zjawili się pracownicy Pan American World Airways, których zadaniem było zbudowanie zaplecza dla planowanego połączenia z Nową Zelandią przy użyciu łodzi latających. Połączenie zostało uruchomione 12 lipca 1940 roku przez samoloty Boeing 314 Clipper. 4 grudnia 1941 roku Pacific Clipper wystartował z Kantonu w lot do Nowej Kaledonii; był to ostatni cywilny przelot przed przystąpieniem Stanów Zjednoczonych do wojny.

### II wojna światowa
W czasie wojny seabees US Navy zbudowali 1,9-kilometrowy pas startowy, a Kanton stała się miejscem tankowania samolotów Navy Air Transport Service w ich lotach do Australii i Nowej Zelandii, jak również bazą wypadową do ataków Wysp Gilberta, okupowanych wówczas przez Japonię. 14 lutego 1942 roku transportowiec SS President Taylor wszedł – podczas wyładunku wojska – na mieliznę i został porzucony. Pod koniec roku 1942 wyspę trzykrotnie ostrzelały japońskie okręty podwodne, a 25 marca roku następnego Kanton została zbombardowana. Zniszczenia były jednak „nieznaczne”. Obronę wyspy stanowiło około 1200 żołnierzy i pracowników wojska, ale Japończycy nigdy nie przeprowadzili ataku. Na wyspie wydarzyły się w tamtych czasach – 19 lipca 1944 i 5 grudnia 1945 roku – dwa wypadki rozbicia samolotów wojskowych. Gdy teatr wojny przesunął się dalej ku zachodowi miejsce to stało się kwaterą katolickiego kapelana armii amerykańskiej.

### Po wojnie

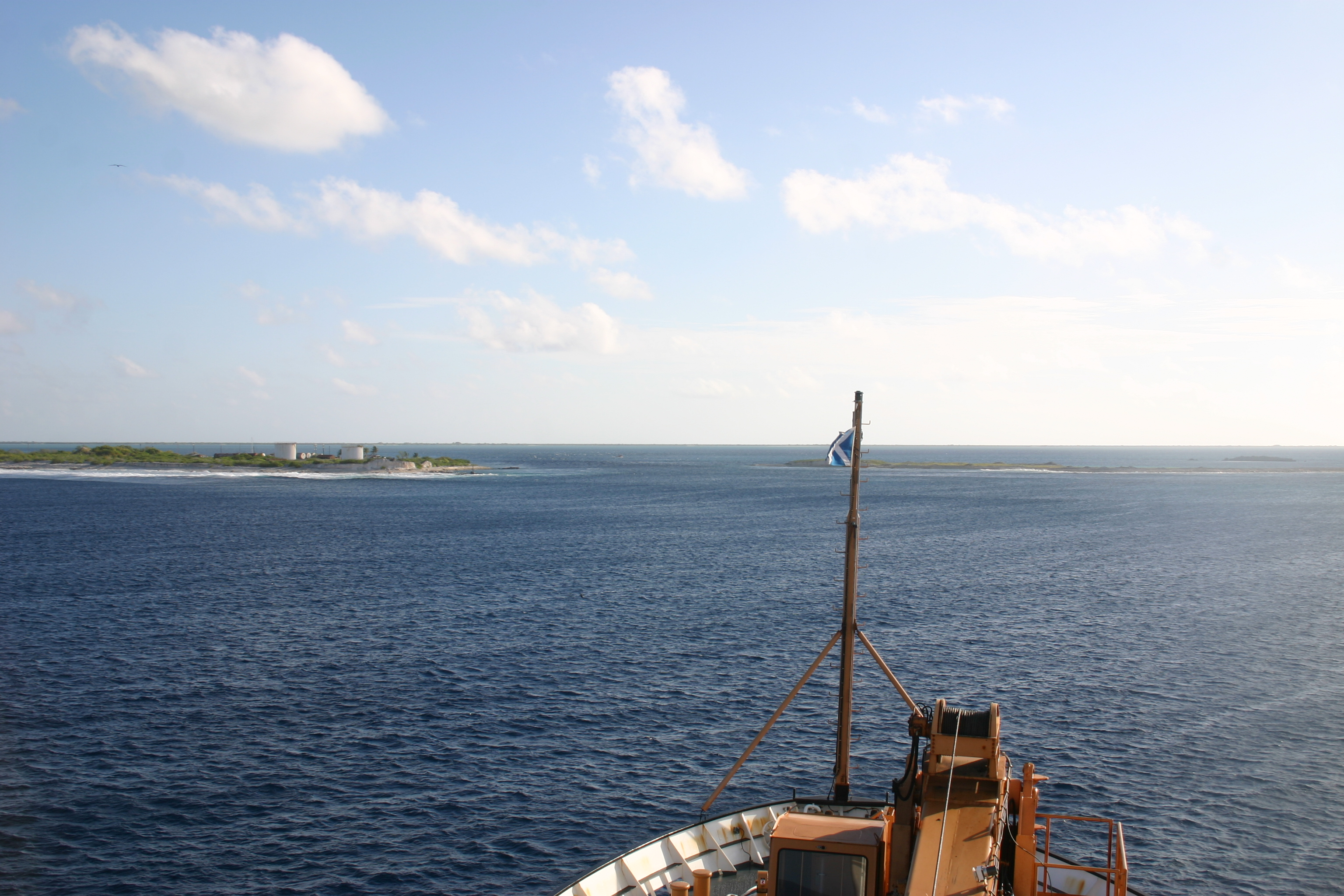
Kanał wiodący do laguny

W listopadzie 1946 roku linie Pan Am wznowiły loty do Australii i Nowej Zelandii via Kanton wykorzystując samoloty Douglas DC-4. Pacific Airlines, pierwsze australijskie linie transpacyficzne, również dokonywały międzylądowań na wyspie, gdy ich luksusowe DC-6B pokonywały drogę z Sydney przez Hawaje do Vancouver w Kanadzie. Gdy PA ogłosiły upadłość połączenie przejęły linie Qantas. Z kantońskiego lotniska korzystały też Canadian Pacific Airlines. Wzmożony ruch na wyspiarskim lotnisku trwał do roku 1958, kiedy to DC-4 zostały zastąpione przez nowocześniejsze maszyny. By temu podołać na wyspie zbudowano elektrownię, hotel dla pasażerów, przychodnię medyczną, szkołę dla dzieci personelu i wiele innych obiektów. Wyspa była zarządzana wspólnie przez Zjednoczone Królestwo i Stany Zjednoczone, a oba urzędy pocztowe mieściły się w jednym budynku. Amerykańskim administratorem był w latach 1952–1956 przedstawiciel Departamentu Sprawiedliwości William J. Evans. W czasie jego urzędowania Kanton odwiedziła ekipa magazynu National Geographic, dzięki czemu – w styczniu 1955 roku – czytelnicy zapoznali się z wyspą. W październiku 1953 roku zatrzymał się na wyspie, w drodze do Nowej Zelandii, wiceprezydent USA Richard Nixon z małżonką. Spędzili tam noc i udzielili wywiadu lokalnej rozgłośni radiowej.
Ostatecznie, gdy weszły do użytku dalekodystansowe pasażerskie samoloty odrzutowe, wyspa Kanton – jako stacja uzupełniania paliwa – stała się zbędna. Wycofały się z niej wszystkie linie lotnicze poza Pan Am, które raz na miesiąc obsługiwały wahadłowo linię z Auckland przez Nadi, Pago Pago i Kanton do Honolulu. Linię tę obsługiwały dwa wysłużone samoloty DC-7C. Ostatni taki lot miał miejsce w listopadzie 1965 roku, a DC-7 wróciły do Miami. Przyczyną było otwarcie nowego lotniska w Auckland, co pozwoliło Pan Am wpisać Nową Zelandię w mapę połączeń odrzutowców. Kantońskie lotnisko pozostało czynne, ale jedynie w roli lotniska zapasowego.

### Dalsze losy

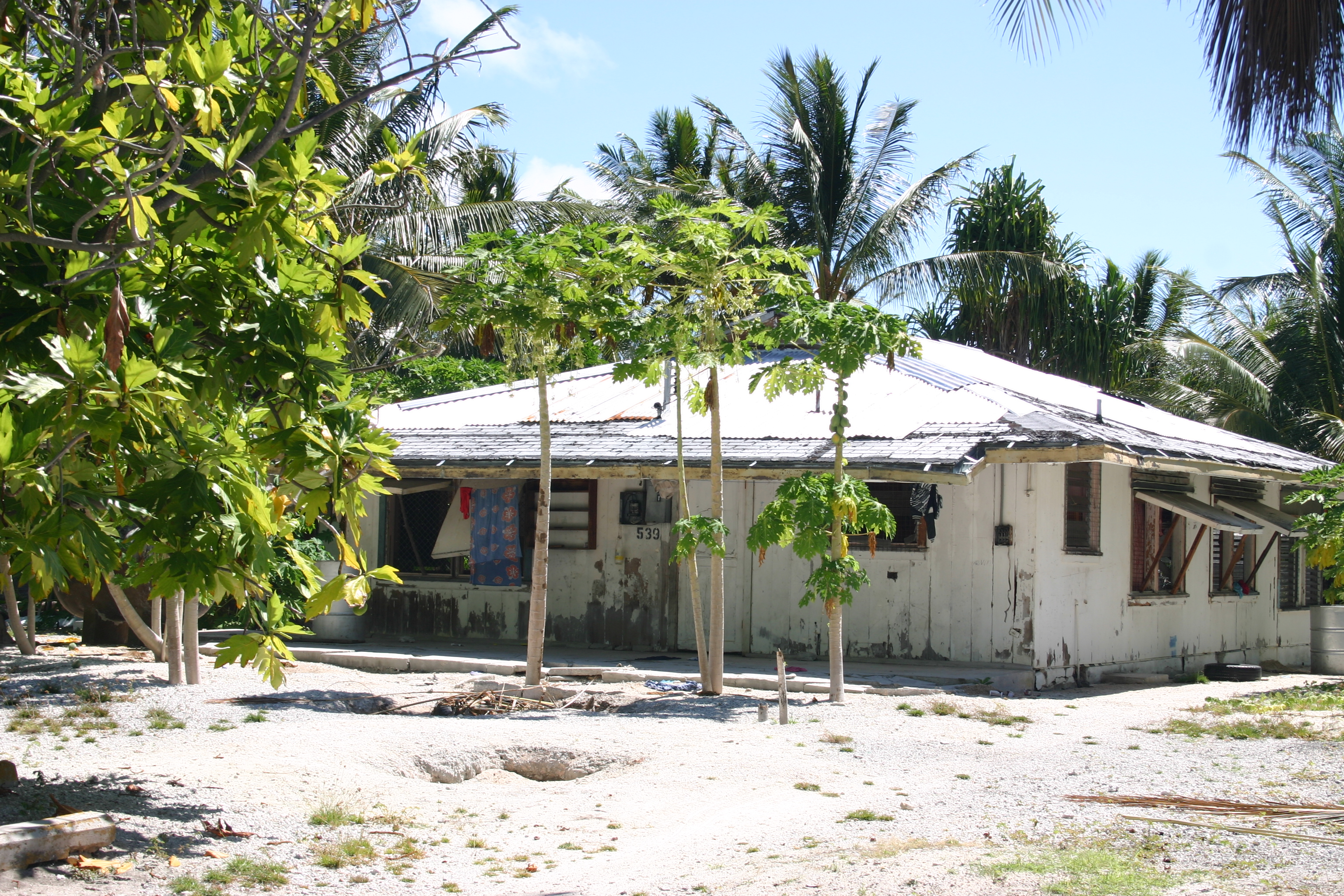
Dom na wyspie Kanton, 2008

W roku 1960 zainstalowano na wyspie stację namiarową programu Mercury, ale w listopadzie 1965 została zlikwidowana. Do roku 1976 United States Air Force i United States Space and Missile Systems Organization wykorzystywały wyspę do śledzenia rakiet balistycznych. W tym jednak roku nastąpił ostateczny koniec działalności Amerykanów; lotnisko zostało opuszczone, a personel wyjechał. Wycofali się i zamknęli swój urząd pocztowy również Brytyjczycy. W roku 1979, wraz z ogłoszeniem niepodległości Kiribati, anglo-amerykańskie kondominium przestało formalnie istnieć, a wyspę przekazano władzom młodego państwa. Rząd Kiribati otworzył ponownie urząd pocztowy Kantonu, a wyspa została zasiedlona kilkoma mieszkańcami przeludnionych atoli Wysp Gilberta, którzy zamieszkali w opuszczonych budynkach pozostałych po poprzednich użytkownikach.
Kanton jest od czasu do czasu odwiedzany przez statki Republiki Kiribati, US Coast Guard i różne łodzie rybackie. W 2008 roku Kanton i pozostałe wyspy archipelagu stały się Phoenix Islands Protected Area (PIPA), największym na świecie obszarem ochrony życia morskiego, obejmującym 410 500 km² lądu i oceanu. Rok wcześniej Wyspy Feniks zostały wciągnięte na listę Światowego Dziedzictwa UNESCO. Służba Meteorologiczna Kiribati założyła na wyspie stację badań sejsmicznych IU KNTN.
W roku 2010 Alex Bond, żeglarz przeprowadzający jacht z Kornwalii do Australii, zatrzymał się – w drodze z Honolulu na Fidżi – na wyspie Kanton. Na miejscu stwierdził, że wyspiarze byli w krytycznej sytuacji – brakowało im pożywienia. Spodziewany statek z zaopatrzeniem nie dotarł do wyspy, więc ludzie żywili się przez kilka miesięcy wyłącznie rybami i orzechami kokosowymi. Bond skontaktował się przez telefon satelitarny z placówką brytyjskiej Coast Guard w Falmouth, a ta z kolei porozumiała się z US Coast Guard co do zorganizowania pomocy.